# St. Cyril Peak
St. Cyril Peak (in lingua bulgara: Връх Свети Кирил, Vrah Sveti Kiril) è un picco antartico alto 1.505 m, situato nel Friesland Ridge, nei Monti Tangra dell'Isola Livingston, nelle Isole Shetland Meridionali, in Antartide. 
Il picco è collegato a sudovest al St. Methodius Peak dalla Vladaya Saddle e sormonta la Ruen Icefall a ovest, il Ghiacciaio Macy a est e il Ghiacciaio Prespa a sud.
La denominazione è stata assegnata in onore di San Cirillo (827-869) che, assieme al fratello San Metodio, creò l'alfabeto glagolitico e tradusse il Vangelo e la Bibbia in lingua bulgara.

## Localizzazione
La vetta è situata alle coordinate 62°42′20″S 60°12′50″W, 4,15 km a sud-sudovest del Monte Friesland, 1,69 km a sud del Simeon Peak, 4,27 km a nordovest della Samuel Point, 1,97 km a nordest del St. Methodius Peak e 6,97 km a sudest del Napier Peak (rilevazione topografica bulgara del 1995-96 e mappatura nel 2005 e 2009).

## Mappe
- South Shetland Islands. Scale 1:200000 topographic map. DOS 610 Sheet W 62 60. Tolworth, UK, 1968.
- Islas Livingston y Decepción.  Mapa topográfico a escala 1:100000.  Madrid: Servicio Geográfico del Ejército, 1991.
- S. Soccol, D. Gildea and J. Bath. Livingston Island, Antarctica. Scale 1:100000 satellite map. The Omega Foundation, USA, 2004.
- L.L. Ivanov et al., Antarctica: Livingston Island and Greenwich Island, South Shetland Islands (from English Strait to Morton Strait, with illustrations and ice-cover distribution), 1:100000 scale topographic map, Antarctic Place-names Commission of Bulgaria, Sofia, 2005
- L.L. Ivanov. Antarctica: Livingston Island and Greenwich, Robert, Snow and Smith Islands. Scale 1:120000 topographic map. Troyan: Manfred Wörner Foundation, 2010. ISBN 978-954-92032-9-5 (First edition 2009. ISBN 978-954-92032-6-4)
- Antarctic Digital Database (ADD). Scale 1:250000 topographic map of Antarctica. Scientific Committee on Antarctic Research (SCAR), 1993–2016.